# 디바 (2020년 영화)
《디바》(Diva)는 2020년에 개봉한 대한민국의 영화이다.

## 캐스팅
- 신민아 : 김이영 역
- 이유영 : 이수진 역
- 이규형 : 김현민 코치 역
- 주석태 : 이 대표 역
- 오하늬 : 서초아 역
- 박성연 : 오 형사 역
- 허형규 : 강 형사 역
- 윤금선아 : 황현신 역
- 강민지 : 오누리 역
- 지이수 : 김유정 역
- 곽지혜 : 어린 김이영 역
- 최다인 : 어린 이수진 역
- 박충선 : 협회장 역
- 천민희 : 방 코치 / 대회장 장내 아나운서 역
- 허동원 : 수족관사장 역
- 김정남 : 해안도로 택시기사 역
- 변진수 : 엘레베이터 남자 역
- 남지우 : CF감독 역
- 문서윤 : 조 팀장 역
- 김희상 : 중계 아나운서 역
- 김민채 : 다이빙 해설 역
- 오희준 : 병원기자 역
- 한승우 : 부검의 역
- 양윤호 : CF조감독 역
- 정재훈 : 응급실 의사 역
- 하이선 : 트램펄린 아이 역
- 이서주 : 다이빙 선수 1 역
- 김승비 : 다이빙 선수 2 역
- 김태리 : 다이빙 선수 3 역
- 장햇살 : 다이빙 선수 4 역
- 백승진 : 과거코치 역
- 배소영 : 간호사 역
- 김바비 : 임원 역
- 김가애 : 훈련기자 1 역
- 정재민 : 훈련기자 2 역
- 조문홍 : 훈련기자 3 역
- 도현 : TV뉴스기자 역
- 윤정훈 : 진행요원 역
- 안정빈 : 경찰서 형사 1 역
- 김성준 : 경찰서 형사 2 역
- 권훈 : 경찰서 형사 3 역
- 박현욱 : 경찰서 형사 4 역
- 김현식 : 경찰서 형사 5 역

## 같이 보기
- 2020년 대한민국의 영화 목록